# USS Ranger (CV-4)
USS Ranger (CV-4) bio je četvrti američki nosač zrakoplova u sastavu Američke ratne mornarice i prvi je nosač koji je od početka razvoja planiran i klasificiran kao nosač zrakoplova. Služio je od 1934. do 1946. godine. USS Ranger je relativno mali brod, po dimenzijama i istisnini bliži prvom američkom nosaču USS Langley nego svojim prethodnicima, nosačima klase Lexington. Od osam američkih prijeratnih nosača CV-1 do CV-8, Ranger je jedan od tri nosača koji su preživjeli cijeli Drugi svjetski rat, ali je za razliku od ostalih 7 većinu vremena proveo u Atlantskom oceanu.

### Zajednički poslužitelj
|  | Zajednički poslužitelj ima stranicu o temi USS Ranger (CV-4)    |
|  | Zajednički poslužitelj ima još gradiva o temi USS Ranger (CV-4) |